# Carl Bauer (Politiker)
Ludwig Heinrich Carl Philipp Bauer (* 27. August 1798 in Korbach; † 15. November 1868 in Arolsen) war ein deutscher Jurist, Bürgermeister und Politiker.

## Leben
Bauer war der Sohn des Pfarrers Heinrich Ludwig Bauer (* 19. November 1760 in Goddelsheim; † 19. Januar 1823 in Immighausen) und dessen Ehefrau Louise Dorothea Christiane geborene Rube (* 3. Januar 1770 in Korbach; † 3. November 1803 in Immighausen). Er war evangelisch und heiratete am 23. November 1828 in Münden Mathilde Cuntze (* 9. April 1805 in Sachsenberg; † 19. Juni 1883 in Arolsen). Cuntze war die Tochter von Georg Anton Wilhelm Cuntze (* 9. Oktober 1771 in Sachsenberg; † 14. Juni 1826). Ihr Vater war Samtrichter des Amtes Lichtenfels, Hofrat, Stadtrichter zu Sachsenberg, von Dalwigkscher Justizamtmann und Oberpolizeibeamter der Stadt Sachsenberg. Ihre Mutter war dessen Ehefrau Friederike Louise geborene Kleinschmit (* 18. März 1776 in Landau; † 30. März 1858 in Arolsen), die Tochter des Amtmanns in Landau und Wetterburg und Hofrats Wilhelm Ernst Friedrich Kleinschmit (getauft 20. Februar 1735 in Nieder-Waroldern; † 28. März 1796 in Herbram bei Paderborn) und dessen Ehefrau Wilhelmine Christiane geborene Scipio (getauft 23. Oktober 1743 in Korbach; † 10. Dezember 1781 ebenda).
Die Schwäger Albert Cuntze und Eduard Cuntze wurden ebenfalls Landstände.
Bauer besuchte von 1815 bis 1818 das Landesgymnasium in Korbach und studierte dann von 1818 bis 1822 Rechtswissenschaft an den Universitäten Jena (1818–1820) und Göttingen (1820–1821). Am 4. Dezember 1818 trat er der Jenaischen Burschenschaft (Urburschenschaft) bei. Nach dem Studium wurde er 1822 Advokat in Korbach. Im August 1824 wurde er Stadtsekretär in Nieder-Wildungen, blieb aber weiter als Advokat tätig. Im Oktober des gleichen Jahres wurde er dort zum Bürgermeister gewählt. Die Regierung bestätigte die Wahl unter der Auflage, dass er zunächst dort das Bürgerrecht erwerben müsse, was auch geschah. Er blieb bis Herbst 1825 Bürgermeister.
Als Stadtsekretär (von Herbst 1824 bis Herbst 1825 auch als Bürgermeister) war er qua Amt vom 12. November 1824 bis zum Januar 1829 Mitglied des Landstandes des Fürstentums Waldeck.
Zur Jahreswende 1828/29 wurde er zum Ersten Beamten und Kriminalrichter beim Oberjustizamt der Werbe mit dem Titel Justizrat ernannt. Dort wurde er auf der Gründungsversammlung der Spar- und Leihkasse im Oberjustizamt der Werbe zum Mitglied des Verwaltungsausschusses gewählt. Am 20. März 1843 wurde er Kassenführer der Landschaftlichen Kammer in Arolsen, ab dem 18. April 1843 Regierungs- und Konsistorialrat. Zum 6. Juni 1849 erhielt er die Ernennung als Vortragender Rat in der Regierungsabteilung des Innern und für Militärsachen und am 5. November 1852 auf der Stelle des Zweiten Regierungsrats in der Staatsregierung von Waldeck-Pyrmont. Er war Mitglied des Regierungskollegiums und für die Regiminal- und Konsistorial-Plenarsachen zuständig. Am 5. März 1852 wurde er Direktor des engeren Konsistoriums und am 26. Januar 1863 Direktor des weiteren und des engeren Konsistoriums. 1866 trat er wegen eines Herzleidens in den Ruhestand.